# 李榮薰
李榮薰（1951年9月10日—）是一名韓國的經濟史學者。首爾大學經濟學名譽教授・落星台經濟研究所所長。他也曾經擔任經濟史學會・韓國古文書學會會長。

## 經歷
- 1970年: 畢業於慶北高等學校[2]
- 1974年:畢業於 首爾大學商科大學經濟學科[3]
- 1977年 - 1982年: 芝谷書堂漢学5年課程[3]
- 1985年: 從首爾大學商科大学研究院取得博士學位[3]
- 1985年 - 1989年: 擔任韓神大學經濟學部教授[2]
- 1989年 - 2002年: 成均館大學經濟學部教授[2]
- 2008年12月 - 2009年2月: 九州大學韓國研究中心客座教授[4]
- 2002年 - 2017年2月: 首爾大学校社会科学大学經濟學部教授（2017年2月28日定年退職[5]）

## 研究内容
- 與安秉直・李大根等人以李氏朝鮮時代到現代的韓國經濟史研究而聞名，當中又以殖民地支配下的朝鮮經濟史而聞名。主張「日本在殖民地時代掠奪韓國的土地和食糧等等都是韓國史教科書中被歪曲的事物」，認為「我們所認知殖民地時代韓國人的集體記憶在大部份的場合都是被創造出來的、並且向我們灌輸的內容」としている[6]。